# Duitsland op de Paralympische Winterspelen 2014
Duitsland is een van de landen die deelneemt aan de Paralympische Winterspelen 2014 in Sotsji, Rusland.

## Medailleoverzicht
| Sport       | Paralympiër        | Onderdeel                    | Medaille |
| ----------- | ------------------ | ---------------------------- | -------- |
| Alpineskiën | Andrea Rothfuss    | Slalom, staand (v)           | Goud     |
| Alpineskiën | Anna Schaffelhuber | Afdaling, zittend (v)        | Goud     |
| Alpineskiën | Anna Schaffelhuber | Supercombinatie, zittend (v) | Goud     |
| Alpineskiën | Anna Schaffelhuber | Super G, zittend (v)         | Goud     |
| Alpineskiën | Anna Schaffelhuber | Reuzenslalom, zittend (v)    | Goud     |
| Alpineskiën | Anna Schaffelhuber | Slalom, zittend (v)          | Goud     |
| Biatlon     | Andrea Eskau       | 6 km, zittend (v)            | Goud     |
| Biatlon     | Anja Wicker        | 10 km, zittend (v)           | Goud     |
| Langlaufen  | Andrea Eskau       | 5 km, zittend (v)            | Goud     |
|             |                    |                              |          |
| Alpineskiën | Anna-Lena Forster  | Slalom, zittend (v)          | Zilver   |
| Alpineskiën | Anna-Lena Forster  | Supercombinatie, zittend (v) | Zilver   |
| Alpineskiën | Andrea Rothfuss    | Reuzenslalom, staand (v)     | Zilver   |
| Alpineskiën | Andrea Rothfuss    | Supercombinatie, staand (v)  | Zilver   |
| Biatlon     | Anja Wicker        | 12.5 km, zittend (v)         | Zilver   |
|             |                    |                              |          |
| Alpineskiën | Anna-Lena Forster  | Reuzenslalom, zittend (v)    | Brons    |

## Deelnemers en resultaten
(m) = mannen, (v) = vrouwen 

### Alpineskiën
| Paralympiër        | Onderdeel                    | Resultaat | Prestatie         |
| ------------------ | ---------------------------- | --------- | ----------------- |
| Franz Hanfstingl   | Afdaling, zittend (m)        | DNF       | Niet gefinisht    |
| Franz Hanfstingl   | Super G, zittend (m)         | DNS       | Niet gestart      |
| Franz Hanfstingl   | Reuzenslalom, zittend (m)    | DNS       | Niet gestart      |
| Georg Kreiter      | Afdaling, zittend (m)        | 8e        | 1:26.65           |
| Georg Kreiter      | Super G, zittend (m)         | DNF       | Niet gefinisht    |
| Georg Kreiter      | Slalom, zittend (m)          | DNF       | Niet gefinisht    |
| Georg Kreiter      | Supercombinatie, zittend (m) | DNF       | Niet gefinisht    |
| Georg Kreiter      | Reuzenslalom, zittend (m)    | DNF       | Niet gefinisht    |
| Thomas Nolte       | Afdaling, zittend (m)        | 11e       | 1:29.31           |
| Thomas Nolte       | Super G, zittend (m)         | DSQ       | Gediskwalificeerd |
| Thomas Nolte       | Slalom, zittend (m)          | DSQ       | Gediskwalificeerd |
| Thomas Nolte       | Supercombinatie, zittend (m) | 5e        | 2:22.18           |
| Thomas Nolte       | Reuzenslalom, zittend (m)    | 8e        | 2:37.11           |
|                    |                              |           |                   |
| Anna-Lena Forster  | Afdaling, zittend (v)        | 4e        | 1:39.71           |
| Anna-Lena Forster  | Super G, zittend (v)         | DNF       | Niet gefinisht    |
| Anna-Lena Forster  | Slalom, zittend (v)          | Zilver    | 2:14.35           |
| Anna-Lena Forster  | Supercombinatie, zittend (v) | Zilver    | 2:38.96           |
| Anna-Lena Forster  | Reuzenslalom, zittend (v)    | Brons     | 2:59.33           |
| Andrea Rothfuss    | Afdaling, staand (v)         | DNF       | Niet gefinisht    |
| Andrea Rothfuss    | Super G, staand (v)          | DNF       | Niet gefinisht    |
| Andrea Rothfuss    | Slalom, staand (v)           | Goud      | 1:59.85           |
| Andrea Rothfuss    | Supercombinatie, staand (v)  | Zilver    | 2:22.74           |
| Andrea Rothfuss    | Reuzenslalom, staand (v)     | Zilver    | 2:39.70           |
| Anna Schaffelhuber | Afdaling, zittend (v)        | Goud      | 1:35.55           |
| Anna Schaffelhuber | Super G, zittend (v)         | Goud      | 1:29.11           |
| Anna Schaffelhuber | Slalom, zittend (v)          | Goud      | 2:09.93           |
| Anna Schaffelhuber | Supercombinatie, zittend (v) | Goud      | 2:33.30           |
| Anna Schaffelhuber | Reuzenslalom, zittend (v)    | Goud      | 2:51.26           |

### Biatlon
| Paralympiër                      | Onderdeel                    | Resultaat | Prestatie      |
| -------------------------------- | ---------------------------- | --------- | -------------- |
| Wilhelm Brem Gids: Florian Grimm | 7.5 km, visueel beperkt (m)  | 7e        | 22:12.3        |
| Wilhelm Brem Gids: Florian Grimm | 12.5 km, visueel beperkt (m) | DNS       | Niet gestart   |
| Wilhelm Brem Gids: Florian Grimm | 15 km, visueel beperkt (m)   | 9e        | 42:29.4        |
| Martin Fleig                     | 7.5 km, zittend (m)          | 9e        | 23:20.0        |
| Martin Fleig                     | 12.5 km, zittend (m)         | 9e        | 38:14.1        |
| Martin Fleig                     | 15 km, zittend (m)           | 8e        | 46:19.5        |
|                                  |                              |           |                |
| Andrea Eskau                     | 6 km, zittend (v)            | Goud      | 19:12.4        |
| Andrea Eskau                     | 10 km, zittend (v)           | DNF       | Niet gefinisht |
| Andrea Eskau                     | 12.5 km, zittend (v)         | 7e        | 46:19.1        |
| Vivian Hosch Gids: Norman Schlee | 6 km, visueel beperkt (v)    | 5e        | 21:34.2        |
| Vivian Hosch Gids: Norman Schlee | 12.5 km, visueel beperkt (v) | DNF       | Niet gefinisht |
| Anja Wicker                      | 6 km, zittend (v)            | 6e        | 19:57.1        |
| Anja Wicker                      | 10 km, zittend (v)           | Goud      | 32:54.4        |
| Anja Wicker                      | 12.5 km, zittend (v)         | Zilver    | 41:27.1        |

### Langlaufen
| Paralympiër                                              | Onderdeel                        | Resultaat | Prestatie      |
| -------------------------------------------------------- | -------------------------------- | --------- | -------------- |
| Martin Fleig                                             | 1 km sprint, zittend (m)         | 11e       | Halve finale   |
| Martin Fleig                                             | 10 km, zittend (m)               | 8e        | 32:34.6        |
| Tino Uhlig                                               | 1 km sprint, staand (m)          | 24e       | Kwalificatie   |
| Tino Uhlig                                               | 10 km, staand (m)                | 21e       | 27:03.6        |
| Tino Uhlig                                               | 20 km, staand (m)                | 5e        | 55:30.8        |
|                                                          |                                  |           |                |
| Andrea Eskau                                             | 1 km sprint, zittend (v)         | 6e        | Finale         |
| Andrea Eskau                                             | 5 km, zittend (v)                | Goud      | 16:08.6        |
| Andrea Eskau                                             | 12 km, zittend (v)               | DNF       | Niet gefinisht |
| Vivian Hosch Gids: Norman Schlee                         | 1 km sprint, visueel beperkt (v) | 5e        | Halve finale   |
| Vivian Hosch Gids: Norman Schlee                         | 5 km, visueel beperkt (v)        | 6e        | 14:57.3        |
| Anja Wicker                                              | 1 km sprint, zittend (v)         | 15e       | Kwalificatie   |
| Anja Wicker                                              | 5 km, zittend (v)                | 9e        | 17:39.0        |
| Anja Wicker                                              | 12 km, zittend (v)               | 8e        | 42:23.0        |
|                                                          |                                  |           |                |
| Wilhelm Brem Gids: Florian Grimm Andrea Eskau Tino Uhlig | 4 x 2.5 km, estafette gemengd    | 5e        | 28:22.8        |

### Snowboarden
| Paralympiër   | Onderdeel          | Resultaat | Prestatie |
| ------------- | ------------------ | --------- | --------- |
| Stefan Losler | Snowboardcross (m) | 22e       | 2:22.72   |